# 和田会议
和田会议1996年11月29日东突厥斯坦独立运动在新疆和田市召开的会议。该会议从行动纲领制定和行動的落实，到保秘与忠诚，都极其严密。

## 历史
11月29日，“东突厥斯坦伊斯兰反对党”分布于全疆11个地州的22名代表聚集在和田市。22人怀揣各地各分部的关于组织纲领的修改意见、暴力恐怖计划和暗杀名单前来参加会议。整个会议被录象，留作日后的档案，並向境外的组织发送，以争取国际支持。录象后来被公安缴获，中国中央电视台播放过录象片段。
所有的人都戴着面具，很多人遮掩得甚至连眼睛都看不到。据后来被抓获的参加会议的人交代，蒙面是为了让开会的人彼此不认识，以避免墨玉会议的疏漏：抓住一个交代出一片。
会议通过了《“东突厥斯坦伊斯兰真主党”若干重要问题的决议》；研究了新的暗杀计划和统一行动问题等。将各地代表带来的暗杀名单进行了汇总，在新疆大范围内制造爆炸、“断桥赶汉”系列刺杀行动，斋月的第17天暗杀24名新疆党政干部和宗教人士。黑名单上首先杀死的是阿克苏地区新和县宗教人士阿肯木·斯迪克。另外宣布成立"伊斯兰真主党"，制定了建党纲领，就是要实现新疆独立、建立政教合一的"东突厥斯坦伊斯兰共和国"，主張「96年动手、97年大干、2000年实现新疆独立」的口號。
會議後，接下来就发生了伊宁二·五事件。